# Яблучний оцет
Я́блучний о́цет — це вид харчового оцту, що отримують за допомогою зброджування, з сидру або яблучного мусту, та який має від блідого до середнього, бурштинове забарвлення. Непастеризований або органічний яблучний оцет, може містити оцтову матку, яка має павутиноподібний вигляд та здатна надавати оцтові дещо загуслого вигляду. Хоча оцтова матка не принадна на вигляд, вона цілком нешкідлива.
Яблучний оцет використовують для заправки салатів, у маринадах, вінегретах, харчових консервантах, гасіння соди для випічки а також чатні. Його виготовляють з рідини, яку отримують спочатку подрібнивши яблука а згодом вичавивши сік. Для початку спиртового шумування, в рідину додають бактерії та дріжджі, отже завдяки ферментації цукри перетворюються на спирт. Впродовж другого шумування, спирт перероблюється на оцет за допомогою метаболізму оцтовокислих бактерій (acetobacter). Оцтова та яблучна кислоти надають оцтові, його кислого смаку.

## Народна медицина
Яблучний оцет використовують як народний засіб століттями, зокрема його вважають народним засобом лікування в США. Починаючи з 1970-х, був прославлений низкою медичних тверджень, зокрема повідомленнями про те, що він може допомогти позбутися зайвої ваги та запобігти зараженню. Але такі рішучі заяви про подібні його корисні властивості, не були підтверджені належними доказами. Чи може лікарське споживання яблучного оцту здатне бути небезпечним, невідомо; принаймні під час вагітності чи у разі певних хронічних захворювань, його потрібно вживати з обережністю. Порада з деяких джерел: споживання розбавленого природного яблучного оцту у співвідношенні 1-2 ч.л., з додаванням 1ч.л. меду на склянку теплої води (бажано дистильованої), раз на день, сприяє поліпшенню здоров'я, зміцненню серцевого м'язу, забезпечує очищення судин, та суглобів від кальцієвих відкладень.
Виготовлення яблучного оцту вдома
• подрібнюють яблука без зерен (придатні ушкоджені плоди);
• заливають чистою водою, щоби вміст почав злегка плавати;
• додають трохи цукру, за бажанням мед, перемішують (якщо яблука дуже солодкі, цукор можна не класти);
• ставлять посудину в темне місце, накривають рядниною, щодня перемішують;
• зазвичай, шумування починається за дві доби і триває 2-4 тижні (переважно залежить від температури довкола);
• проціджують вміст, розливають у пляшки та залишають настоюватися ще на 2...4 тижні для освітлення.
У такий самий спосіб, можна виготовити домашній оцет з айви, груш, винограду.

## Застереження
Вживання всередину "чистого не розбавленого яблучного оцту" оцтової кислоти, яка міститься в оцті, створює ризик можливого ушкодження м'яких тканин порожнини рота, горла, шлунку та нирок. Використання для місцевого лікування та як очищувальних засобів, можуть становити певну загрозу для очей, тож потрібно зважати на попередження у настановах щодо отруйних речовин.